# Échandon
Échandon – rzeka we Francji, przepływająca przez teren departamentu Indre i Loara, o długości 25,7 km. Stanowi dopływ rzeki Indre.